# Syker Geest

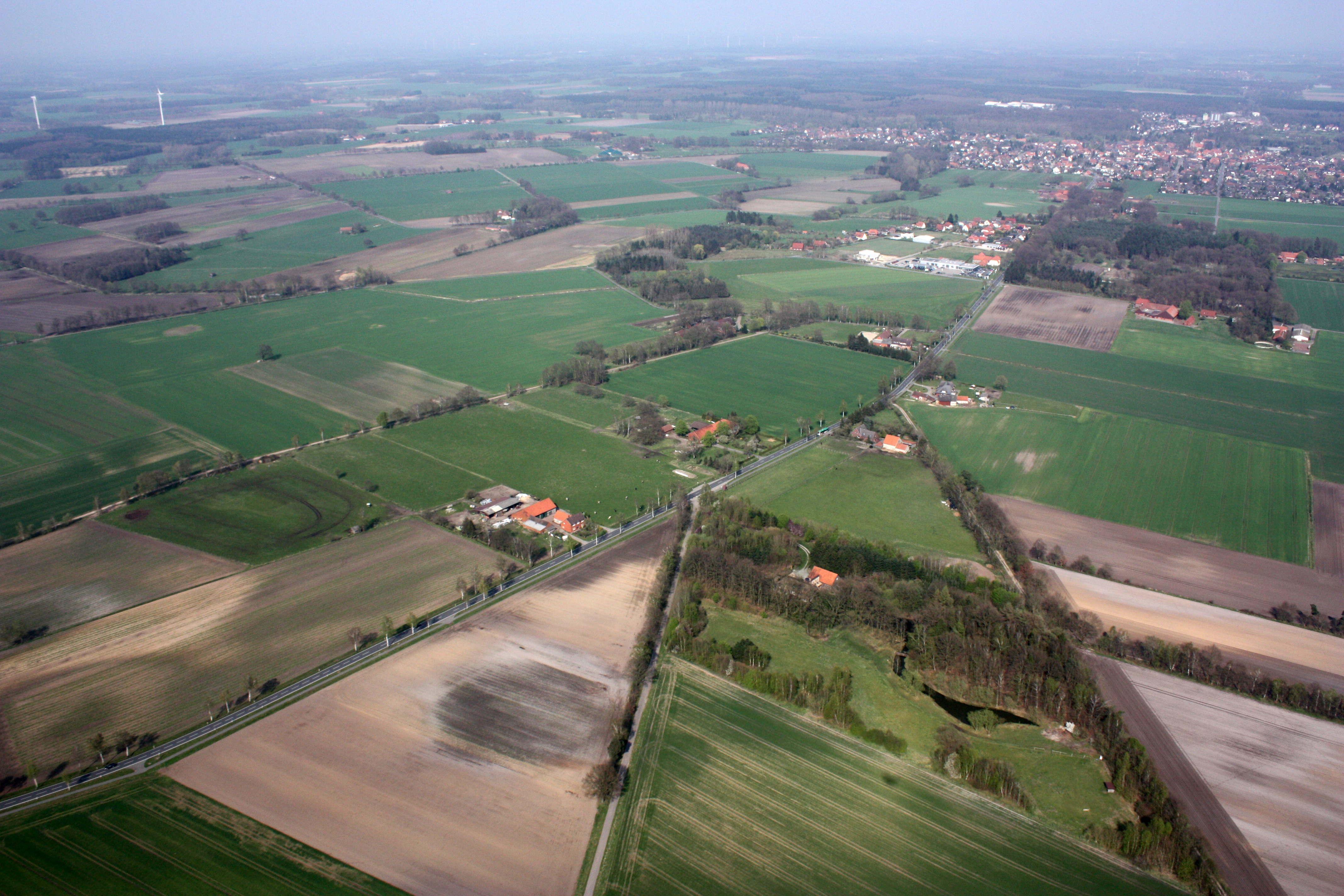
L 338 Richtung Harpstedt (rechts im Hintergrund). Gut zu erkennen sind die dunkleren Flecken der Auesedimente oder Torfe in dem helleren Sandlöss.

Die Syker Geest ist eine naturräumliche Haupteinheit innerhalb der naturräumlichen Großregion des Zentralen Norddeutschen Tieflandes. Sie erstreckt sich von Syke im Norden bis Sulingen im Süden und ist Bestandteil des Naturraums der Ems-Hunte-Geest. Teile der Syker Geest sind Bestandteile des Naturparks Wildeshauser Geest.

## Lage
Die Altmoränenlandschaft wird durch das Huntetal von der westlich anschließenden Delmenhorster Geest und der Cloppenburger Geest getrennt, grenzt im Norden an die Thedinghäuser Vorgeest und im Süden an die Diepholzer Moorniederung. Nach Osten fällt sie mit einem Steilufer zum Mittleren Wesertal hin ab.

## Naturraum
Die Oberfläche wird vorherrschend aus Sandlöss mit wechselnder Mächtigkeit und in den Niederungen durch Auensedimente und Torfe gebildet. Dieser Grundwasserleiter lagert auf einer lehmigen Grundmoräne, der Stauwassereinfluss ist hier verhältnismäßig hoch. Daher befinden sich in dem Gebiet, besonders im Randbereich der Geest, zahlreiche Wasserwerke. Gefördert werden Wässer von geringer Härte, die nach der Enteisenung eine für Trinkwassernutzung günstige Beschaffenheit aufweisen. Die ehemals verbreiteten Grünländer auf solchen Standorten wurden drainiert und in Ackerland umgebrochen. Annähernd drei Viertel der Fläche werden ackerbaulich genutzt und durch kleine Wäldchen und Gehölze gegliedert. Der Anteil des Grünlandes ist gering und beschränkt sich auf die Niederungen. Der Waldanteil beträgt ca. 13 % wobei der größte Teil aus Nadel- und Mischwäldern besteht. Laubwälder sind selten.
Der Hohe Berg liegt am Nordrand der Syker Geest und ist im östlichen Bereich des Syker Ortsteiles Ristedt die höchste Erhebung rund um Bremen. Den südlichsten Zipfel der Syker Geest stellen die Steyerberger Endmoränen (Eickhofer Heide) nördlich Steyerbergs mit den bis 89 m hohen Heisterbergen dar. Im zentralen Geestgebiet ist die Reliefenergie dagegen sehr gering, im Osten, zur Weser hin, etwas stärker als im westlichen Teil. Die Oberfläche ist recht eben und gefällearm. Charakteristisch ist eine große Zahl kleiner Niederungen, die von Südsüdosten nach Nordnordwesten verlaufen. Die Hauptrichtung dieser Talrichtung weicht dabei um etwa 70° von der Nordost - Südwest verlaufenden Richtung der Täler angrenzender Geestgebiete ab. Es wird angenommen, dass die NNW-SSO gerichteten Strukturen älter sind und durch eine liegengebliebene Eismasse aus der Frühphase des Älteren Saale-Vorstoßes vor den späteren nach Südwesten fließenden Gletschern konserviert wurden.

## Geologie
Die Oberfläche der aus schluffig-tonigen Ablagerungen überwiegend des Miozäns bestehenden Tertiärsedimenten variiert stark zwischen tiefen Einschnitten von rund 100 m und Aufwölbungen von 10 m unter der Geländeoberkante. Dadurch sind die hangenden pleistozänen Lockersedimente unterschiedlich mächtig ausgebildet. Die quartärzeitliche Schichtenfolge beginnt mit Sedimenten der Elster-Kaltzeit. Sie bestehen aus einer durchschnittlich 30 bis 70 m (lokal über 150 m) mächtigen Serie von teils schluffigen Feinsanden, in die örtlich geringmächtige Schlufflinsen oder Grobsandlagen eingeschaltet sind. Charakteristisch für diese Serie ist der Gehalt an Glimmer und Glaukonit. Die elsterzeitlichen Sedimente werden von überwiegend grobkörnigen Schmelzwassersanden der Saale-Kaltzeit überlagert, die gelegentlich Kies- oder Schluffeinschaltungen aufweisen. Die Mächtigkeit beträgt zwischen unter 10 bis 30 m. Darüber folgt drenthestadialer Geschiebelehm von 3 bis 10 m Mächtigkeit, der Sandlöss bildet schließlich den Abschluss. Vor allem am Geestrand wurden die quartärzeitlichen Ablagerungen durch den Druck und die Bewegung der Gletscher gestaucht.

## Naturschutzgebiete
Im Rahmen der Biotopkartierung wurden in dieser Landschaft in erster Linie die Niederungen und Auen der kleinen Bäche erfasst und das Delmetal nördlich Harpstedt als FFH-Biotop gemeldet.